# Marina dupka
Marina dupka este o arie protejată (arie specială de conservare — SAC, sit de importanță comunitară — SCI) din Bulgaria întinsă pe o suprafață de 2,66 ha, integral pe uscat.

## Localizare
Centrul sitului Marina dupka este situat la coordonatele 43°11′58″N 26°29′43″E / 43.1995°N 26.4952°E.

## Înființare
Situl Marina dupka a fost declarat sit de importanță comunitară în martie 2007 pentru a proteja 10 specii de animale. Situl a fost protejat și ca arie specială de conservare în februarie 2015.

## Biodiversitate
Situată în ecoregiunea continentală, aria protejată conține 1 habitat natural: Peșteri inaccesibile publicului.
La baza desemnării sitului se află mai multe specii protejate de  mamifere (10): liliac cu aripi lungi (Miniopterus schreibersii), liliac cu urechi de șoarece (Myotis blythii), liliac cu picioare lungi (Myotis capaccinii), liliac cărămiziu (Myotis emarginatus), liliac comun (Myotis myotis), liliacul cu potcoavă a lui blasius (Rhinolophus blasii), liliacul mediteranean cu potcoavă (Rhinolophus euryale), liliacul mare cu potcoavă (Rhinolophus ferrumequinum), liliacul cu potcoavă a lui méhely (Rhinolophus mehelyi), dihor pătat (Vormela peregusna)